# M50 155mm自走榴弾砲
M50 155mm自走榴弾砲は、イスラエルで1960年代に開発された155mm砲装備の自走榴弾砲である。スーパーシャーマンの車体にフランス製のM50 155mm榴弾砲を搭載した車両で、1967年の第三次中東戦争、1973年の第四次中東戦争で運用された。

## 概要
イスラエル国防軍は1950年代にフランスからAMX-13軽戦車の105mm自走砲型であるMk 61 105mm自走榴弾砲を輸入し第二次中東戦争で運用し、1960年代にはフランスから同じく105mm砲装備のM7プリースト自走砲を輸入して実戦配備していた。
しかし、105mm砲では射的距離が十分でないという事で当時牽引式野砲として導入していたフランス製M50 155mm榴弾砲を自走砲化することとなった。車体には主力戦車として豊富な運用経験があり、またセンチュリオン (ショット) やM48パットン (マガフ) の導入開始により今後の余剰化が考えられたスーパーシャーマンが使用された。
砲の搭載にあたっては、本家アメリカ合衆国製のM4中戦車/M3中戦車系の自走砲型であるM12 155mm自走カノン砲・M40 155mm自走カノン砲と同じように、エンジンコンポーネントを車体前方右舷側～中央部に移動させ、車体後部をオープントップの戦闘室 (砲搭載部および兵員用の作業スペース) とする改造が行われている。戦闘室は長方形の鋼板を組み合わせたような、非常にシンプルな形状のものである。戦闘室には155mm砲弾47発を搭載可能で、副武装として12.7mm M2重機関銃あるいはM1919 7.62mm機関銃を装備可能である。また、おそらくスペースを確保する都合からであろうか、各タイプ保有されていたスーパーシャーマンの中で、M50自走砲の車体に転用されたのは他のタイプに比べて車体の長いM4A4車体であった。
最初に製造されたM50 155mm自走榴弾砲は初期型スーパーシャーマンと同じく、第二次世界大戦中のM4中戦車に装備されていたVVSSサスペンション、T54E1型全金属製履帯、M4/M4A1系のコンチネンタル製ガソリンエンジンが搭載された。コンチネンタルガソリンエンジン搭載型M4やM4A1の車体下部リアパネルに装着されているエアクリーナーは、M50自走砲では戦闘室前面に装着されている。
第三次中東戦争後の1968年以降、これらのM50に対して戦車型のスーパーシャーマンと同様に、カミンズ製ディーゼルエンジンへの換装、HVSSサスペンションおよび幅広のT80型全金属製履帯への換装が行われている。エンジン換装型では車体前面装甲部に大型のグリルが増設されるなど、車体周りには大幅な改造が行われている。カミンズディーゼルエンジン型のM50は1973年の第四次中東戦争で実戦投入された。
その後、密閉戦闘室を持ったソルタムL33 155mm自走榴弾砲が量産配備されたことや、アメリカからより新型のM109 155mm自走榴弾砲、M107 175mm自走カノン砲を導入したことによりM50自走砲は第一線装備から外れ、1990年代には退役したとみられている。余剰化したM50自走砲の車体の一部は、後部戦闘室を救護室に改造したシャーマン装甲救急車（アンビュタンク）に改造されて使用された。
現在、イスラエル国内のラトルン戦車博物館およびイスラエル砲兵隊博物館に実車が展示されている。

## 画像

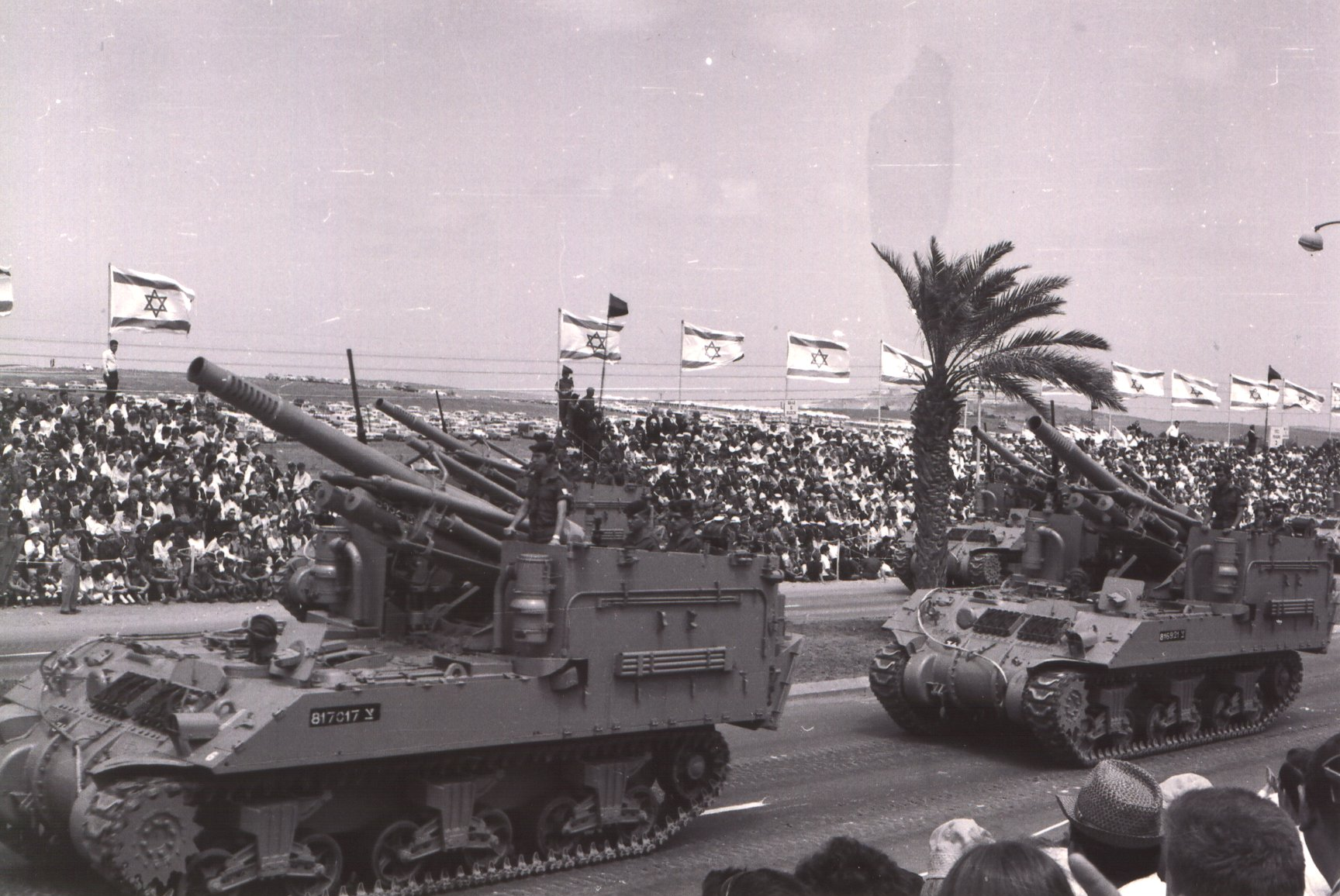
テルアビブでの軍事パレードに参加するM50自走砲。VVSSサスペンション装備の前期型。1965年。
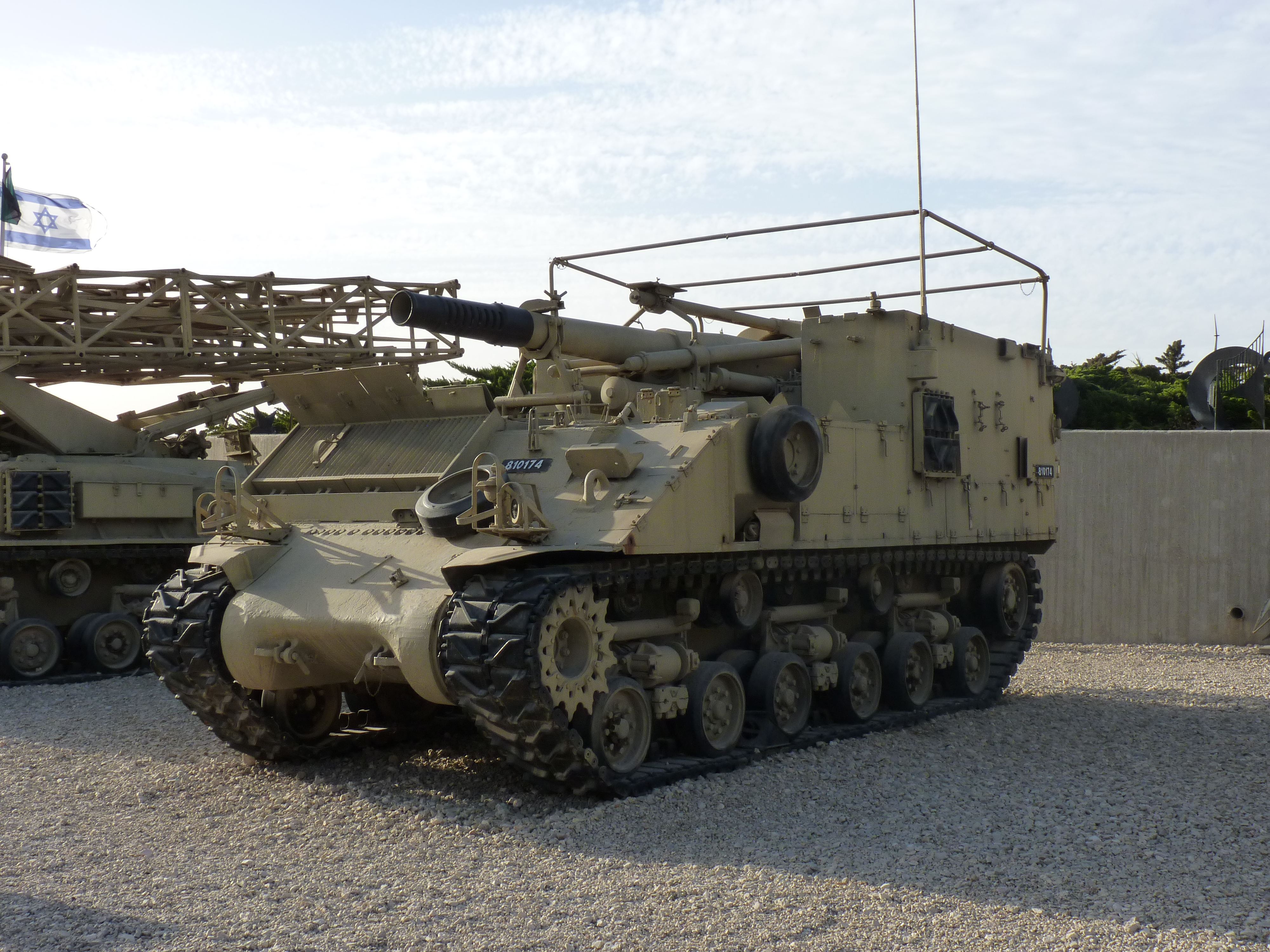
車体左舷側
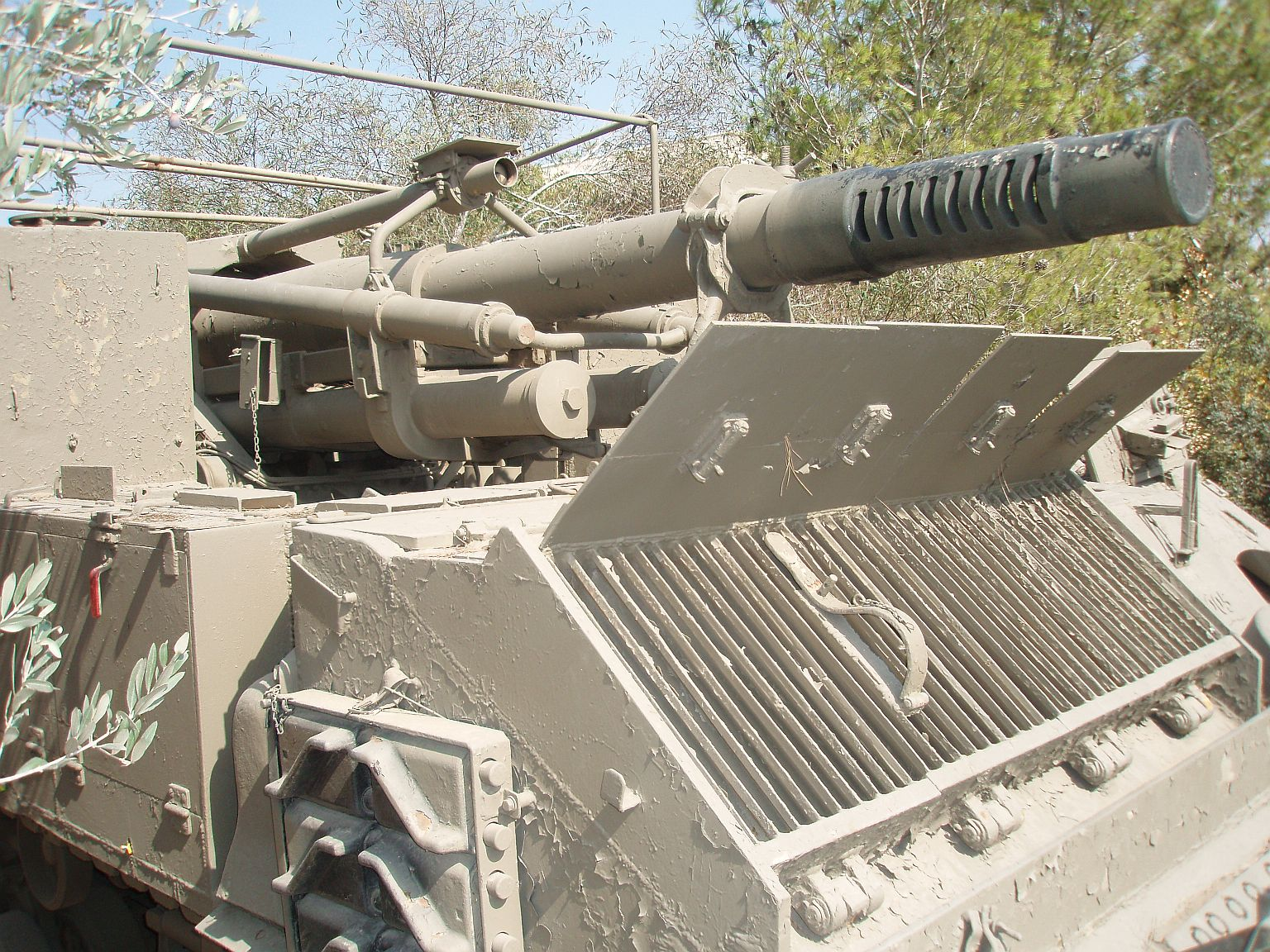
右前方部分
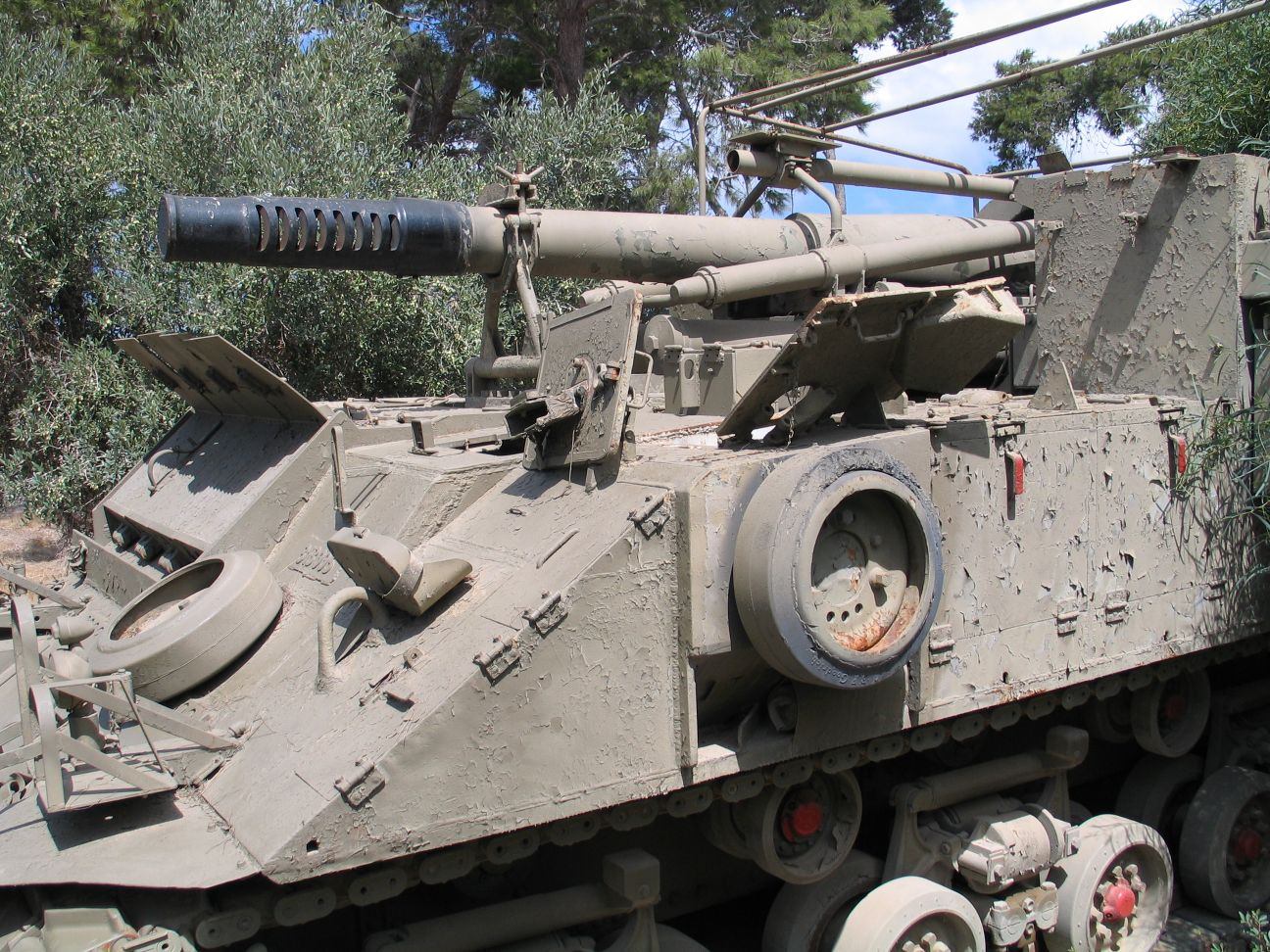
左前方部分
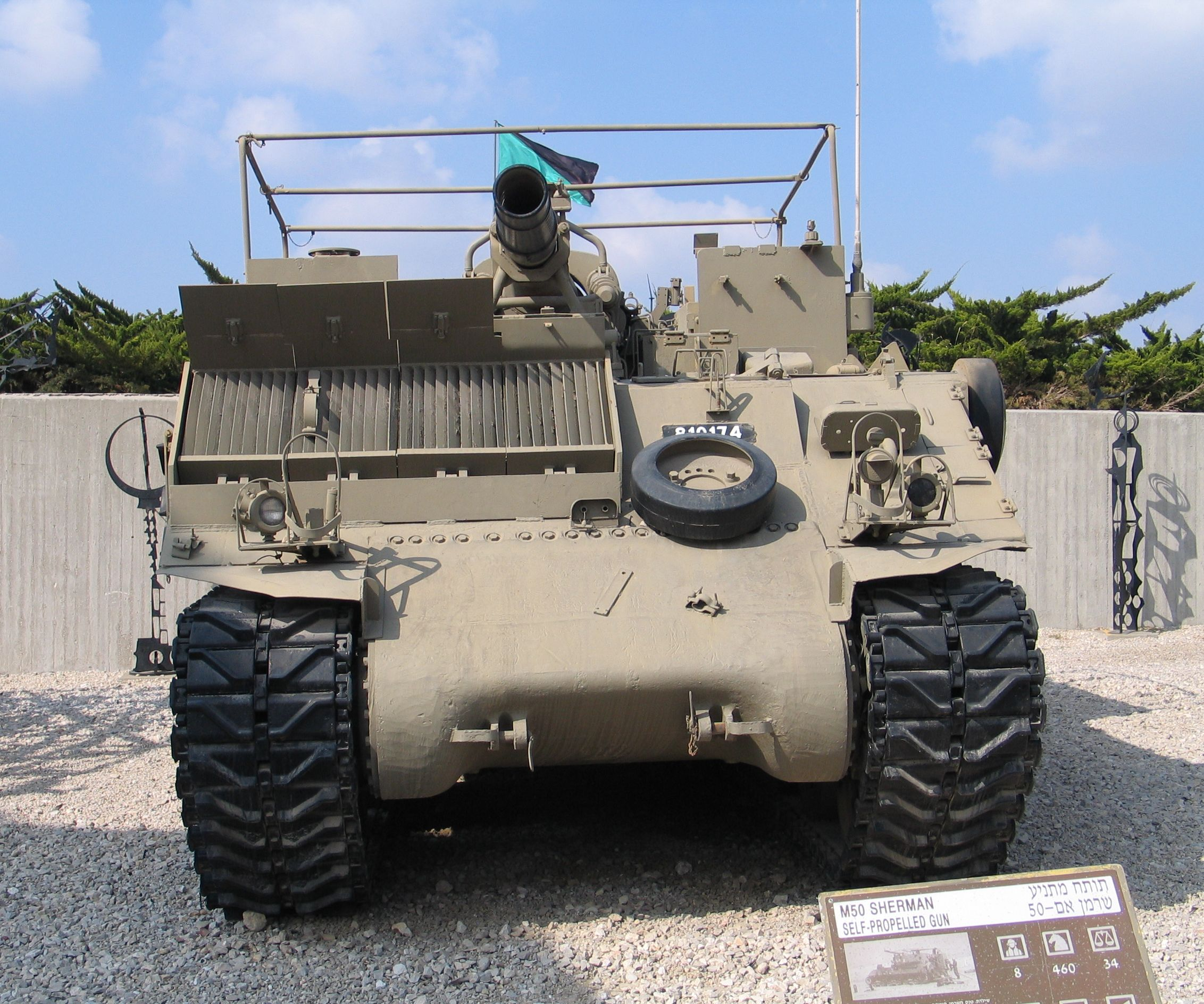
車体前面
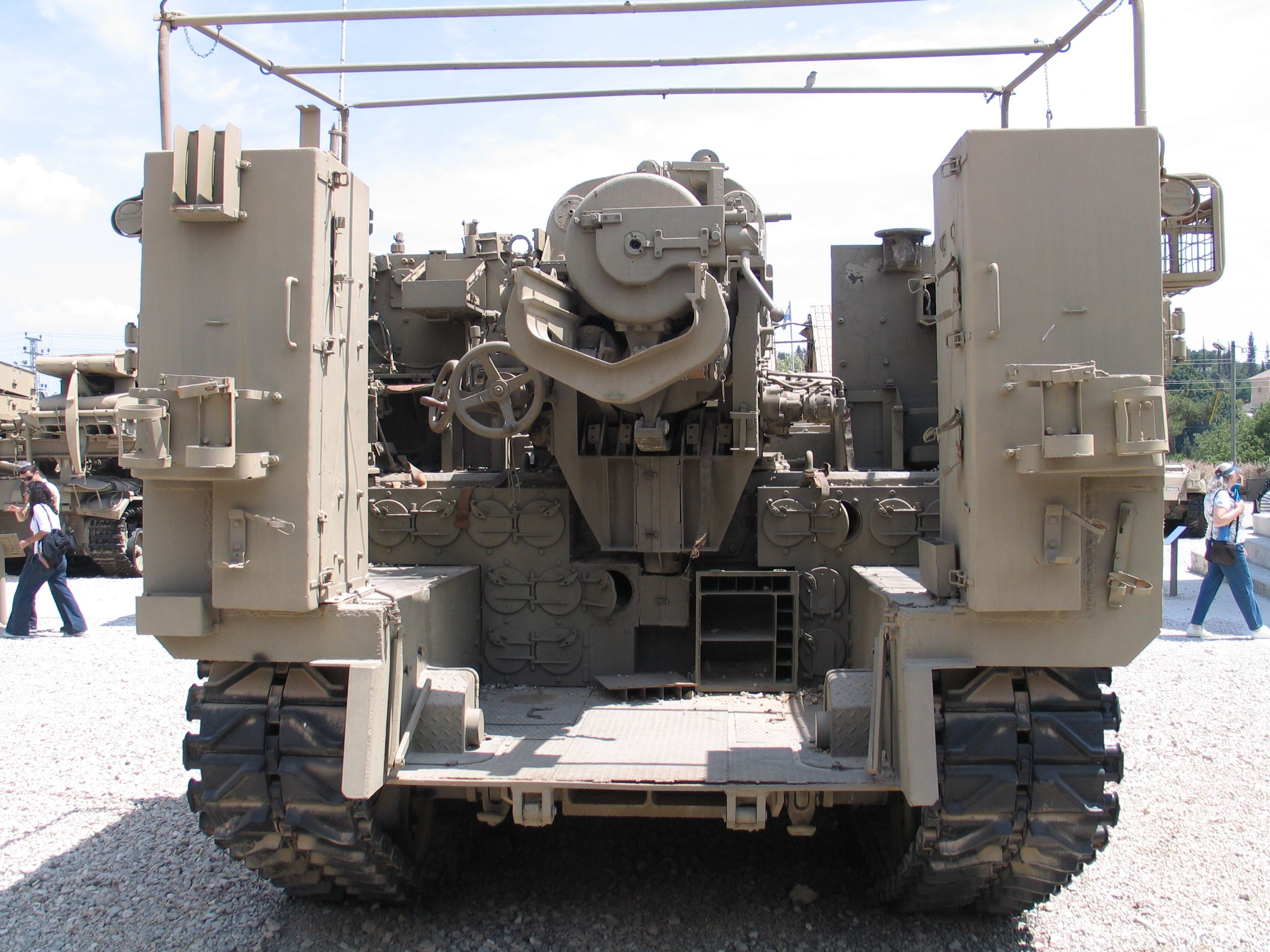
車体後部、砲尾部
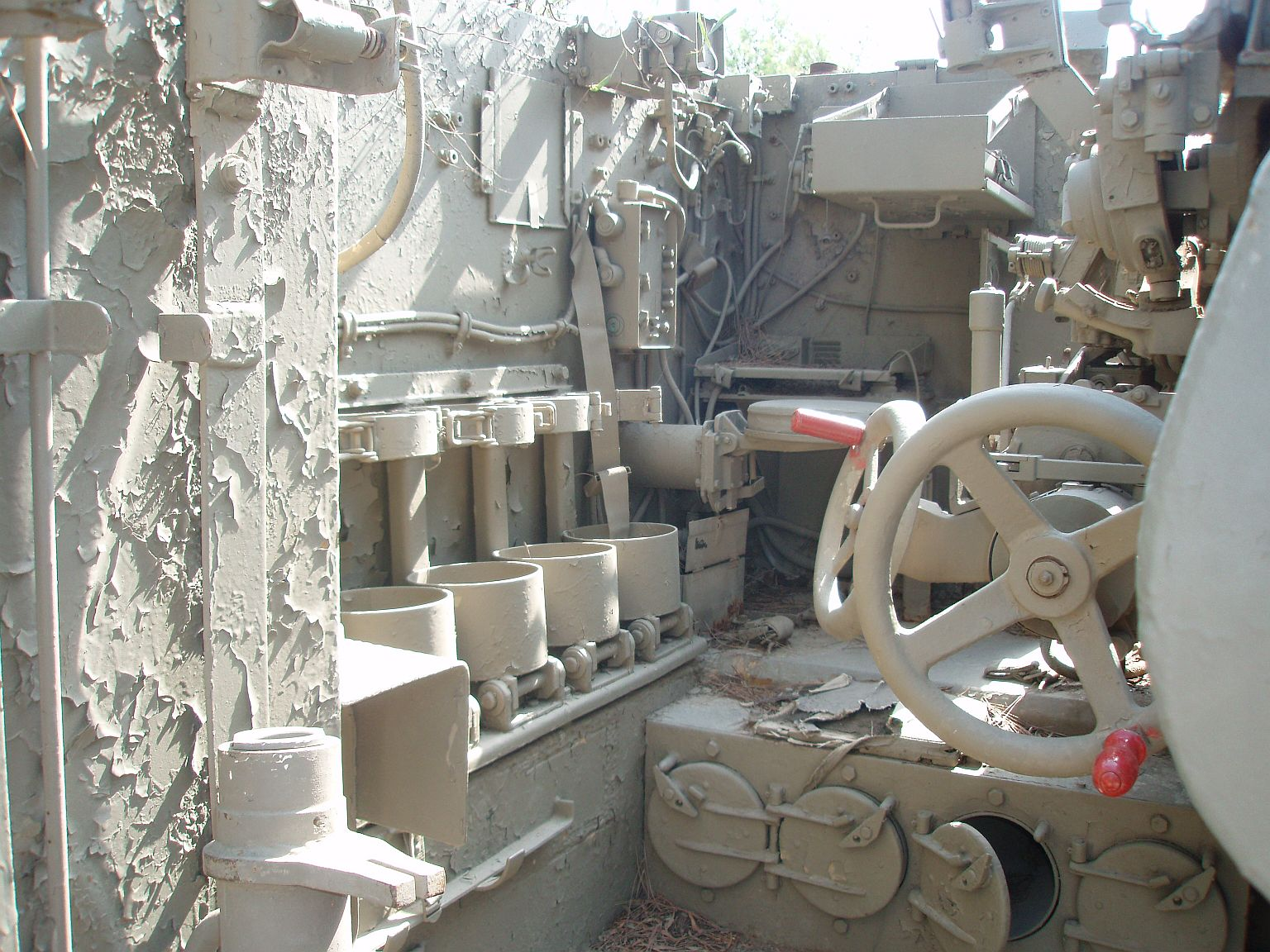
戦闘室内
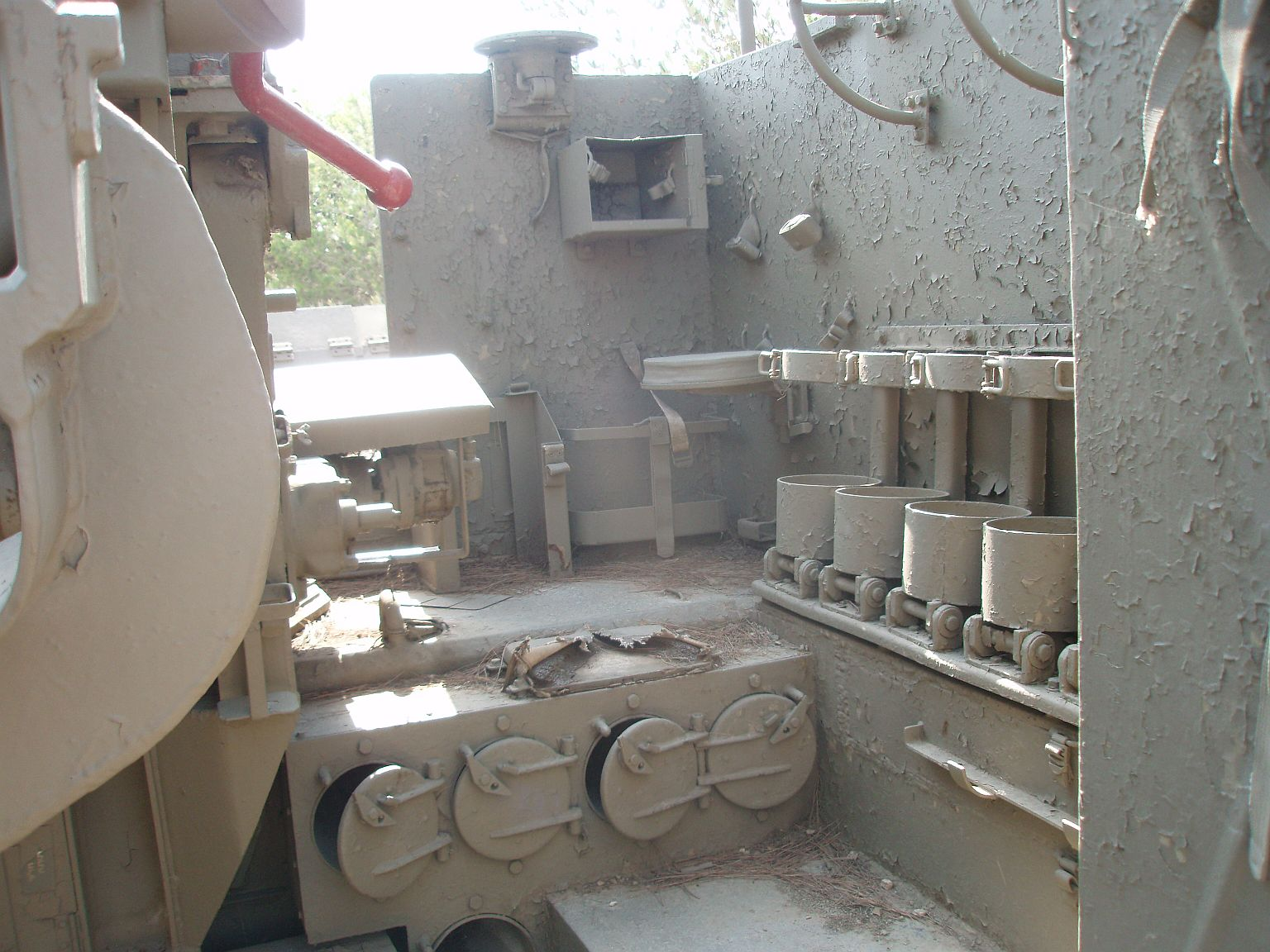
戦闘室内
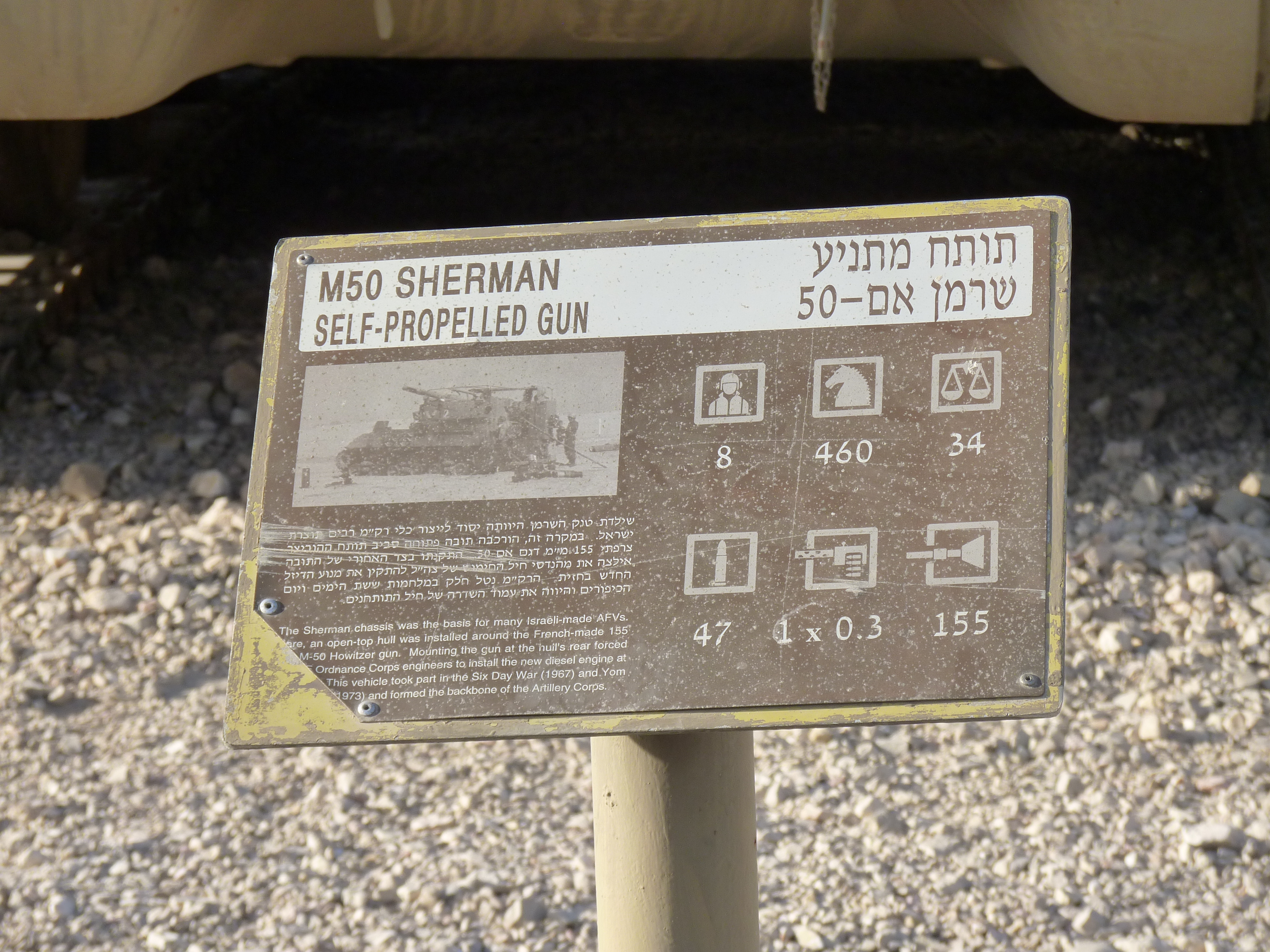
ラトルン戦車博物館の実車解説。乗員数や重量がイラストで記されている。
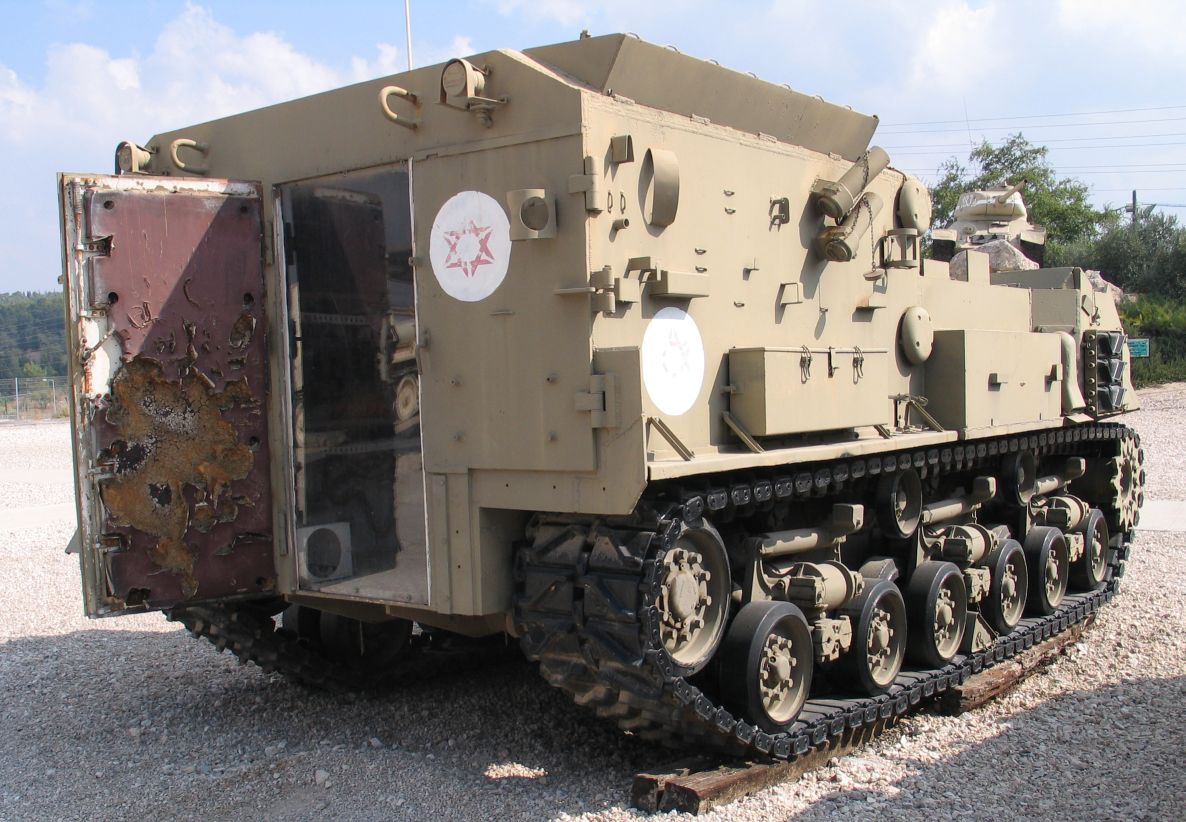
M50改造のシャーマン装甲救急車（アンビュタンク）